# Alacaoğlu, Buldan
Alacaoğlu là một xã thuộc huyện Buldan, tỉnh Denizli, Thổ Nhĩ Kỳ. Dân số thời điểm năm 2010 là 250 người.